# Mount Thalassa
Mount Thalassa ist ein 1246 m hoher Berg auf Südgeorgien im Südatlantik. Er ist der südlichste Gipfel des Gebirgskamms The Trident südöstlich des Murray-Schneefelds und des Briggs-Gletschers.
Das UK Antarctic Place-Names Committee benannte ihn 2015 nach der Meeresgöttin Thalassa aus der griechischen Mythologie, sowie auch die weiteren Gipfel des Gebirgskamms, Mount Poseidon und Mount Tethys, nach griechischen Gottheiten benannt sind.